# The Company Men
The Company Men is een Amerikaanse dramafilm geschreven en geregisseerd door John Wells. De opnames voor de film gingen in april 2009 van start. De productie ging in 2010 in première op het Sundance Film Festival. Dit is de eerste lange speelfilm van John Wells, die eerder negen afleveringen van de televisieserie ER regisseerde.

## Verhaal
Wanneer een bedrijf moet besparen, sneuvelen er verschillende banen. Drie werknemers worden gevolgd tijdens hun pogingen om met de nieuwe situatie om te gaan.

## Rolverdeling
- Ben Affleck - Bobby Walker
- Kevin Costner - Jack Dolan
- Tommy Lee Jones - Gene McClary
- Chris Cooper - Phil Woodward
- Maria Bello - Sally Wilcox
- Rosemarie DeWitt - Maggie Walker
- Craig T. Nelson - James Salinger